# سارة الجمعة
سارة الجمعة رياضية بارالمبية سعودية، أول سعودية تشارك في دورة الألعاب البارالمبية، من خلال مشاركتها في رياضة دفع الجلة في دورة الألعاب البارالمبية طوكيو 2020.

## مشوار التأهل
نالت الجمعة بطاقة التأهل لدورة الألعاب البارالمبية في طوكيو وذلك بعد مشاركتها مع المنتخب السعودي لألعاب القوى لذوي الإعاقة، وحصولها على الرقم التأهيلي لمسابقة دفع الجلة بمسافة 6:84 متر بعد أن حلت خامسة في نهائي مسابقة بطولة العالم لألعاب القوى بدبي لذوي الإعاقة وهي البطولة الرئيسية المؤهلة لأولمبياد طوكيو 2020.

## المشاركة في أولمبياد طوكيو 2020
شاركت اللاعبة في حمل العلم السعودي في حفل افتتاح دورة الألعاب البارالمبية في طوكيو، وحققت خلال مشاركتها المركز السادس في مسابقات دفع الجلة "F36"

## إنجازات
- أول رياضية سعودية تشارك في دورة الألعاب البارالمبية[8]
- حصلت على الميدالية البرونزية في منافسات دفع الجلة، ضمن النسخة الـ 14 من منافسات ملتقى تونس الدولي لألعاب القوى لذوي الإعاقة في عام 2019، بمسافة 6:39 متر تصنيف "F36"[9][10]